# Lärmfeuer
Mit Lärmfeuer wurden in früheren Jahrhunderten Signalstellen zur einfachen Nachrichtenübermittlung benannt. Der Begriff setzt sich aus den Worten Lärm, frühneuhochdeutsch Alarm[a] und Feuer, mittelhochdeutsch viur zusammen. Lärmen bedeutet in diesem Fall Alarm schlagen.
Lärmfeuer bestanden aus meterhohen Holzstößen, die auf Bergspitzen aufgeschichtet wurden. Wenn sie angezündet wurden, so konnte das Feuer beziehungsweise der Rauch von der nächsten Bergspitze aus gesehen werden. Auf diesen befand sich dann ein weiterer Holzstoß, der beim Erkennen eines Lärmfeuers ebenfalls angezündet wurde. So wurde eine Nachrichtenkette aufgebaut, um vor einer möglichen Gefahr – meist feindlichen Angriffen – zu warnen.

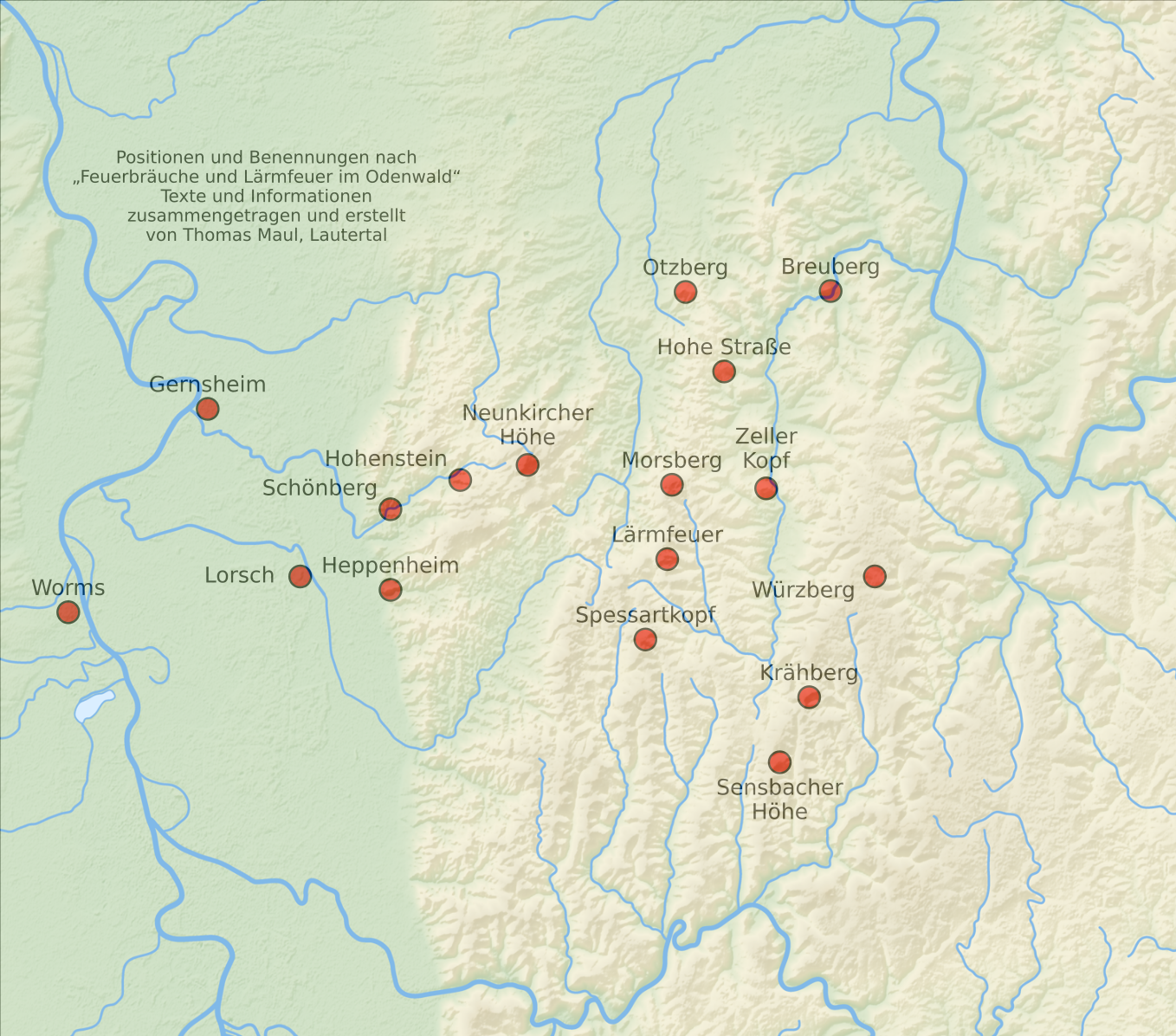
Positionen der Lärmfeuer nach Thomas Maul

Beispielsweise bildeten Lärmfeuer im Dreißigjährigen Krieg einen Ring um den gesamten Odenwald und weite Teile des Hessischen Rieds.
Historisch unklar ist, ob diese Form der Nachrichtenübermittlung bereits von den Römern genutzt wurde und ob die Odenwälder Signallinie Teil eines großen Nachrichtennetzes bildete, welche das Rheingebiet mit dem Innern Deutschlands verband.
Die Alarmlinie in Südhessen begann an zwei Stellen am Rhein. Eine bei Gernsheim und die Zweite auf der Rheinschanze gegenüber von Worms. Sie ging weiter über die Süddüne bei Lorsch zur Starkenburg (Heppenheim). Danach teilte sich die Linie in einen nördlichen und einen südlichen Zweig.
- Die nördliche Linie führte über den Hohenstein bei Reichenbach, die Neunkircher Höhe zum Otzberg, nach Breuberg und dann in die Mainebene.
- Die südliche Linie führte über den Spessartskopf, Sensbacher Höhe, Krähberg zur Kammlinie des östlichen Odenwaldes zwischen Eulbach und Würzberg.

Zwischen diesen Linien lagen kleinere Lärmfeuerstationen. So beispielsweise auf dem Schöllenberg bei Erbach, dem Zeller Kopf bei Michelstadt und auf dem Reichenberg.
Auf dem Wegscheidekamm erinnert die 502 Meter hohe Erhebung Lärmfeuer in der Gemarkung Ober-Mossau noch immer an eine ehemalige Signalstation.
In den Alarmstellen waren die Wachmannschaften in kleinen offenen Holzhütten untergebracht. In das Signalnetz integriert waren Alarm- und Sammelplätze der bewaffneten Truppen der einzelnen Centen.
Den letzten Einsatz hatten die Lärmfeuer angeblich um das Jahr 1800. Auf Anordnung des Kurmainzer Kanzlers Freiherr von Albini wurden die Lärmfeuer besetzt. 
Außerhalb des Odenwald-Gebietes befand sich auf dem Rudolfstein im Fichtelgebirge ein Lärmfeuer.